# 小行星2490
小行星2490（2490 Bussolini）是一颗绕太阳运转的小行星，为主小行星带小行星。该小行星于1976年1月3日发现。
該小行星以阿根廷天文學家胡安·A·布索里尼（Juan A. Bussolini）命名。

## 轨道参数
小行星2490的轨道半长轴为2.6116031 UA，离心率为0.132。